# Momperone
Momperone (en piemontès Mumpròn, en llombard Mumprün) és un municipi italià, situat a la regió de Piemont i a la província d'Alessandria. L'any 2005 tenia 223 habitants. Limita amb els municipis de Brignano-Frascata, Casasco, Cecima (PV), Montemarzino i Pozzol Groppo.

## Història
És esmentat per primer cop en un document del 1220, on hi és confirmada la potestat jurisdiccional del bisbe de Tortona, qui el va assignar com a feu a la família Malaspina. Posteriorment passà a la família Frascaroli fins al 1466, quan passà per matrimoni a Guidobono Cavalchini.

## Administració
| Període | Identitat      | Partit        |
| ------- | -------------- | ------------- |
| 2004-   | Livio Delucchi | Llista Cívica |